# Bas-Montauban
Sous l'Ancien Régime, le Bas-Montauban est un ancien diocèse civil du Languedoc.
Son territoire recouvrait la partie de l'ancien diocèse épiscopal ou évêché de Montauban qui relevait de la province du Languedoc.

## Histoire
Le 11 juillet 1317, le diocèse de Montauban est érigé. Son territoire couvre une part du diocèse de Toulouse et du diocèse de Cahors.

## Territoire
Le Bas-Montauban comprenait :
- Le Barry-d'Islemade[1],[2] ;
- Les Barthes[1],[3] ;
- Beauvais (auj. Beauvais-sur-Tescou)[1] ;
- Bessens[1],[4] ;
- Bondigoux, supprimé dès l'an II et rattaché à Villemur, érigé en commune distincte par arrêté préfectoral du 9 août 1869[1],[5] ;
- Bonrepaux ou Bonrepos, rattaché à Saint-Nauphary en 1810[1],[6] ;
- Le Born[1],[7] ;
- Bressols ou Bressols et Brials[1],[8] ;
- Campsas[1],[9] ;
- Canals[1],[10] ;
- Castelsarrasin[1],[11] ;
- Corbarieu[1],[12] ;
- Dieupentale[1],[13] ;
- Escatalens ou Les Catalans[1],[14] ;
- Fabas[1],[15] ;
- Finhan[1],[16] ;
- Labastide-du-Temple[1],[17] ;
- Labastide-Saint-Pierre[1],[18] ;
- Lacourt-Saint-Pierre[1],[19] ;
- Lapeyrière, ou La Pierrière, rattaché à Bessens en 1813[1],[20] ;
- Lavilledieu (auj. La Ville-Dieu-du-Temple par décret du 9 février 1968)[1],[21] ;
- Layrac et dépendences (auj. Layrac-sur-Tarn par décret du 22 juin 1921)[1],[22] ;
- La Magdeleine (auj. La Magdelaine-sur-Tarn), annexe de Layrac, puis commune supprimée dès l’an II et rétablie, aux dépens de Villemur, par la loi du 28 mars 1882[1],[23] ;
- Meauzac[1],[24] ;
- Mézens[1] ;
- Mirepoix et dépendances (auj. Mirepoix-sur-Tarn), annexe de Roquemaure[1],[25] ;
- Monbéqui[1],[26] ;
- Montbartier[1],[27] ;
- Montbeton[1],[28] ;
- Montdurausse[1] ;
- Montech[1],[29] ;
- Montgaillard[1] ;
- Montvalen[1] ;
- Moulis, supprimé en 1810[1],[30] ;
- Nohic[1],[31] ;
- Puylauron-et-Lavinouse ou La Vinouze, rattaché à Varennes et à Verlhac-Tescou en 1810[1],[32] ;
- Reyniès[1],[33] ;
- Roquemaure[1] ;
- La Rouquette, rattaché à Montgaillard[1] ;
- Saint-Nauphary[1],[34] ;
- Saint-Porquier[1],[35] ;
- Saint-Urcisse[1] ;
- Tauriac[1] ;
- Varennes et dépendances[1],[36] ;
- Ventilhac, Ventillat ou Ventillac, rattaché au Barry-d'Islemade en 1813[1],[37] ;
- Verlhac-Tescou[1],[38] ;
- Verliaguet ou Verlhac-Saint-Jean-l'Hôpital, rattaché à Lacourt-Saint-Pierre en 1821[1],[39] ;
- Villebrumier [1],[40] ;
- Villematier[1] ;
- Villemur et dépendances (Villemur-sur-Tarn par décret du 22 juin 1921), communauté partagée entre l’évêché de Montauban (Villemur, Bondigoux, Magnanac, Le Terme, Sainte-Cariette) et l’archevêché de Toulouse (La Magdelaine, Sayrac, Villematier), puis commune qui perd Bondigoux en 1869, La Magedelaine en 1882 et Villematier en 1907[1],[41] ;
- Vilette et dépendances, rattachée à Montgaillard[1].